# SOS 해상 구조대
《SOS 해상 구조대》(영어: Baywatch 베이워치[*])는 1989년부터 2001년까지 방영된 TV 드라마이다.
이 드라마는 NBC에서 첫 번째 시즌이 끝난 후 취소되었지만 신디케이션을 통해 살아남았고 나중에 세계에서 가장 많이 시청하는 TV 시리즈가 되었으며, 지속적으로 부정적인 비평에도 불구하고 매주 11억 명 이상의 시청자가 시청하여 팝이라는 명성을 얻었다. 문화적 현상이자 암시, 패러디의 빈번한 출처로 쓰였고, 1989년부터 1999년까지 원래 제목과 형식으로 진행되었다. 1999년부터 2001년까지 설정 변경과 대규모 캐스팅 점검을 통해 Baywatch: Hawaii로 방영되었다.

## 출연진
- 데이비드 해셀호프 - 미치 뷰캐넌
- 파커 스티븐슨 - 크레이그 포머로이
- 숀 웨덜리 - 질 라일리
- 빌리 워록 - 에디 크레이머
- 에리카 엘러니액 - 쇼니 매클레인
- 피터 펠프스 - 트레버 콜
- 브랜던 콜 - 호비 뷰캐넌
- 홀리 가니에이 - 지나 포머로이
- 몬티 마컴 - 돈 소프
- 존 앨런 넬슨 - 존 D. 코트
- 그레고리 앨런 윌리엄스 - 가너 엘러비
- 제러미 잭슨 - 호비 뷰캐넌
- 톰 맥티그 - 하비 밀러
- 리처드 재컬 - 벤 에드워즈
- 니콜 에거트 - 서머 퀸
- 다비드 샤르베 - 맷 브로디
- 패멀라 앤더슨 - C. J. 파커
- 켈리 슬레이터 - 지미 슬레이드
- 알렉산드라 폴 - 스테퍼니 홀든
- 야스민 블리스 - 캐럴라인 홀든
- 제이슨 시먼스 - 로건 파울러
- 데이비드 초카치 - 코디 매디슨
- 지나 리 놀린 - 닐리 캡쇼
- 도나 데리코 - 도나 마코
- 호세 솔라노 - 매니 구티에레스
- 트레이시 빙햄 - 조던 테이트
- 낸시 발렌 - 서맨사 토머스
- 마이클 뉴먼 - 마이클 뉴먼
- 카먼 일렉트라 - 라니 매켄지
- 켈리 패커드 - 에이프릴 지민스키
- 마이클 버긴 - J. D. 데리어스
- 앤절리카 브리지스 - 테일러 월시
- 말리스 앤드라다 - 스카일러 버그먼
- 미치 캡처 - 앨릭스 라이커
- 브룩 번스 - 제시 오언스